# Тулебаєв Мукан Тулебайович
Тулебаєв Мукан Тулебайович (13 березня 1913 — 2 квітня 1960) — казахський радянський композитор, народний артист СРСР (1959), лауреат Сталінської премії (1949).
Народився в Алматинській області. У 1933 році закінчив Алматинське педагогічне училище, у 1938—1941 роках навчався в Казахській оперній студії при Московській консерваторії. У 1942—1944 роках — диригент оркестру народних інструментів в Алма-Аті. В 1951 року закінчив Московську консерваторію.
Автор опер «Амангельди» (разом з Е. Г. Брусиловським), «Биржан і Сара»; оркестрових і камерних добутків, музики до фільмів, пісень. Сумісно з Є. Брусиловським та Л. Хаміді — автор гімну Казахської РСР (музика використовувалась до 2006 року).